# Architeuthidae
Los arquitéutidos (Architeuthida) son una familia de calamares del orden Teuthida perteneciente a la clase de los cefalópodos. 
Fueron agrupados en familia por ser calamares excepcionalmente grandes al resto de los ya conocidos. Debido a que las especies dentro de la familia están emparentadas entre sí, se las ha agrupado en un único género (Architeuthis) dentro de esta familia.
- Datos: Q16532154
- Multimedia: Architeuthidae / Q16532154
- Especies: Architeuthidae